# Liste der Baudenkmäler in Ehingen (Mittelfranken)
Auf dieser Seite sind die Baudenkmäler in der mittelfränkischen Gemeinde Ehingen zusammengestellt. Diese Tabelle ist eine Teilliste der Liste der Baudenkmäler in Bayern. Grundlage ist die Bayerische Denkmalliste, die auf Basis des Bayerischen Denkmalschutzgesetzes vom 1. Oktober 1973 erstmals erstellt wurde und seither durch das Bayerische Landesamt für Denkmalpflege geführt wird. Die folgenden Angaben ersetzen nicht die rechtsverbindliche Auskunft der Denkmalschutzbehörde.
 Diese Liste gibt den Fortschreibungsstand vom 19. April 2023 wieder und enthält 19 Baudenkmäler.

## Baudenkmäler nach Gemeindeteilen

### Ehingen
| Lage                                     | Objekt                                                  | Beschreibung | Akten-Nr.             | Bild           |
| ---------------------------------------- | ------------------------------------------------------- | --- | --------------------- | -------------- |
| Am Mühlbach 8 (Standort)                 | Scheune                                                 | Massiver verputzter Satteldachbau mit traufseitigen Korbbogentoren, 18. Jahrhundert                                                                                                | D-5-71-141-2 Wikidata | Scheune        |
| Dr.-Gutmann-Straße 2 (Standort)          | Evangelisch-lutherische Pfarrkirche St. Jakob           | Saalbau mit Walmdach und Chorscheitelturm, unter Einbeziehung spätgotischer Bauteile weitgehender Neubau 1648, Erweiterung des Langhauses und Turmoktogon 1767/73; mit Ausstattung | D-5-71-141-3 Wikidata | weitere Bilder |
| Dr.-Gutmann-Straße 2 (Standort)          | Friedhof                                                | mit zum Teil historischen Grabsteinen | D-5-71-141-3 Wikidata | BW             |
| Dr.-Gutmann-Straße 2 (Standort)          | Friedhofsmauer                                          | teils noch spätmittelalterliche verputzte Bruchsteinmauer | D-5-71-141-3 Wikidata | weitere Bilder |
| Dr.-Gutmann-Straße 4 (Standort)          | Einfirsthof                                             | Erdgeschossiges ehemaliges Wohnstallhaus mit Satteldach und Putzgliederung, um 1800                                                                                                | D-5-71-141-4 Wikidata | BW             |
| Eglesgraben; Hesselbergstraße (Standort) | Brücke                                                  | Zweibogig aus Bruchstein mit Quaderrahmung, 18./19. Jahrhundert | D-5-71-141-6 Wikidata | BW             |
| Hauptstraße 45 (Standort)                | Einfirsthof                                             | Erdgeschossiges ehemaliges Wohnstallhaus mit Satteldach, verputzter Massivbau, 18./19. Jahrhundert                                                                                 | D-5-71-141-5 Wikidata | BW             |
| Wittelshofener Straße 2 (Standort)       | Evangelisch-lutherische Kirche St. Ottilia und Wendelin | Saalkirche mit eingezogenem Polygonalchor und nördlichem Flankenturm, spätes 15. Jahrhundert, Langhaus älter; mit Ausstattung                                                      | D-5-71-141-7 Wikidata | weitere Bilder |

### Bergmühle
| Lage                   | Objekt                                | Beschreibung | Akten-Nr.             | Bild |
| ---------------------- | ------------------------------------- | --- | --------------------- | ---- |
| Bergmühle 1 (Standort) | Ehemalige Mühle, sogenannte Bergmühle | Eingeschossiger massiver Putzbau mit Mansardwalmdach, 18. Jahrhundert, seitlich anschließende Ökonomie mit tief heruntergezogenem Walmdach, nach 1826 | D-5-71-141-9 Wikidata | BW   |

### Beyerberg
| Lage                        | Objekt                                                                 | Beschreibung | Akten-Nr.              | Bild           |
| --------------------------- | ---------------------------------------------------------------------- | --- | ---------------------- | -------------- |
| Ehinger Straße 2 (Standort) | Evangelisch-lutherische Pfarrkirche, ehemals St. Walburga und Nikolaus | Unverputzte spätromanische Chorturmanlage mit angefügtem Langhaus von 1849/52, 14. Jahrhundert, Turmoktogon mit Zeltdach 1781/83; mit Ausstattung | D-5-71-141-10 Wikidata | weitere Bilder |
| Ehinger Straße 2 (Standort) | Friedhofsmauer                                                         | aus Werkstein | D-5-71-141-10 Wikidata | weitere Bilder |
| Ehinger Straße 3 (Standort) | Ehemalige Brauerei                                                     | Zweigeschossiges verputztes Satteldachhaus zu sechs Achsen, giebelständig, erste Hälfte 18. Jahrhundert                                           | D-5-71-141-11 Wikidata | BW             |
| Ehinger Straße 8 (Standort) | Ehemaliges Forsthaus                                                   | Zweigeschossiges Walmdachgebäude mit spätbarocker Putzgliederung, erstes Viertel 19. Jahrhundert                                                  | D-5-71-141-12 Wikidata | BW             |
| Grüber Straße 2 (Standort)  | Wohnstallhaus                                                          | Ehemals erdgeschossiger verputzter Walmdachbau, 18. Jahrhundert, Aufstockung 1892                                                                 | D-5-71-141-13 Wikidata | BW             |
| Grüber Straße 2 (Standort)  | Scheune                                                                | Massivbau mit tief heruntergezogenem Satteldach, gleichzeitig                                                                                     | D-5-71-141-13 Wikidata | BW             |

### Dambach
| Lage                  | Objekt                                                               | Beschreibung | Akten-Nr.              | Bild           |
| --------------------- | -------------------------------------------------------------------- | --- | ---------------------- | -------------- |
| Dambach 1 (Standort)  | Pfarrhaus                                                            | Zweigeschossiger verputzter Barockbau mit Walmdach, um 1800 | D-5-71-141-14 Wikidata | BW             |
| Dambach 1 (Standort)  | Einfriedung                                                          | massiv | D-5-71-141-14 Wikidata | BW             |
| Dambach 48 (Standort) | Evangelisch-lutherische Pfarrkirche, ehemals St. Johannes der Täufer | Unverputzte gotische Chorturmkirche aus Sandstein, im Kern 14. Jahrhundert, erneuertes und verbreitertes Langhaus bezeichnet „1501“, Turmoktogon mit Spitzhelm 1714; mit Ausstattung | D-5-71-141-15 Wikidata | weitere Bilder |
| In Dambach (Standort) | Friedhofsmauer                                                       | Verputzter Bruchstein, wohl 1877 | D-5-71-141-17 Wikidata | BW             |
| In Dambach (Standort) | Kruzifix                                                             | Holzkreuz mit gusseisernem Corpus, um 1880 | D-5-71-141-17 Wikidata | BW             |

### Lentersheim
| Lage                                        | Objekt                                          | Beschreibung | Akten-Nr.              | Bild           |
| ------------------------------------------- | ----------------------------------------------- | --- | ---------------------- | -------------- |
| Lentersheim 1 (Standort)                    | Evangelisch-lutherische Pfarrkirche St. Michael | Spätgotischer Chorturm mit barockem Kranzgeschoss und Glockenhaube, 15. Jahrhundert, Erhöhung 1764, angefügtes verputztes Langhaus 18. Jahrhundert, eingreifende Veränderungen 1847; mit Ausstattung                                                                        | D-5-71-141-18 Wikidata | weitere Bilder |
| Lentersheim 1 (Standort)                    | Friedhofsmauer                                  | aus Bruchsteinen, im Kern wohl spätmittelalterlich | D-5-71-141-18 Wikidata | weitere Bilder |
| Lentersheim 2 (Standort)                    | Pfarrhaus                                       | Verputztes Walmdachhaus, zweite Hälfte 17. Jahrhundert, Aufstockung um Fachwerk-Obergeschoss 1724, Renovierung 1904 | D-5-71-141-19 Wikidata | weitere Bilder |
| Lentersheim 15; Lentersheim 15 a (Standort) | Ehemaliges Wohnstallhaus                        | Zweigeschossiger Steilsatteldachbau mit Fachwerk-Obergeschoss, 17./18. Jahrhundert | D-5-71-141-21 Wikidata | BW             |
| Lentersheim 16 (Standort)                   | Ehemaliges Wohnstallhaus                        | Zweigeschossiger Wohnteil mit Halbwalmdach und Zwerchhaus, 18. Jahrhundert, südlich anschließend Scheune, Satteldachbau, 18. Jahrhundert, südlich anschließend ehemaliger Chor der spätmittelalterlichen Friedhofskapelle, mit aufgesetztem Fachwerkgiebel, 18. Jahrhundert | D-5-71-141-22 Wikidata | BW             |
| Lentersheim 41 (Standort)                   | Wohnstallhaus des Dreiseithofes                 | Erdgeschossiger verputzter Satteldachbau mit Putzgliederungen, erste Hälfte 19. Jahrhundert | D-5-71-141-23 Wikidata | BW             |

## Ehemalige Baudenkmäler
In diesem Abschnitt sind Objekte aufgeführt, die früher einmal in der Denkmalliste eingetragen waren, jetzt aber nicht mehr. Objekte, die in anderem Zusammenhang also z. B. als Teil eines Baudenkmals weiter eingetragen sind, sollen hier nicht aufgeführt werden. Aktennummern in diesem Abschnitt sind ehemalige, jetzt nicht mehr gültige Aktennummern.

| Lage                                 | Objekt                   | Beschreibung | Akten-Nr.              | Bild |
| ------------------------------------ | ------------------------ | --- | ---------------------- | ---- |
| Ehingen Am Mühlbach 5 (Standort)     | Ehemaliges Wohnstallhaus | Erdgeschossiger Putzbau auf hohem Kellergeschoss mit steilem Satteldach und verputztem Fachwerkgiebel, Anfang 19. Jahrhundert | D-5-71-141-1 Wikidata  | BW   |
| Lentersheim Lentersheim 9 (Standort) | Bauernhof                | Eingeschossiges, massives Wohnstallhaus, erste Hälfte 19. Jahrhundert                                                         | D-5-71-141-20 Wikidata | BW   |